# Wright (Florida)
Wright es un lugar designado por el censo ubicado en el condado de Okaloosa en el estado estadounidense de Florida. En el Censo de 2010 tenía una población de 23.127 habitantes y una densidad poblacional de 1.591,41 personas por km².

## Geografía
Wright se encuentra ubicado en las coordenadas 30°26′39″N 86°38′31″O / 30.44417, -86.64194. Según la Oficina del Censo de los Estados Unidos, Wright tiene una superficie total de 14.53 km², de la cual 14.3 km² corresponden a tierra firme y (1.57%) 0.23 km² es agua.

## Demografía
Según el censo de 2010, había 23.127 personas residiendo en Wright. La densidad de población era de 1.591,41 hab./km². De los 23.127 habitantes, Wright estaba compuesto por el 69.79% blancos, el 15.52% eran afroamericanos, el 0.53% eran amerindios, el 4.25% eran asiáticos, el 0.23% eran isleños del Pacífico, el 4.44% eran de otras razas y el 5.23% pertenecían a dos o más razas. Del total de la población el 11.75% eran hispanos o latinos de cualquier raza.